# Booking.com
Booking.com es un agregador de tarifas de viaje y un metabuscador de viajes para reservas de alojamiento. Booking.com forma parte de Booking Holdings Inc. (NASDAQ: BKNG), y cuenta con más de 17.000 trabajadores en 198 oficinas de 70 países de todo el mundo. Booking.com tiene su sede en Ámsterdam, Países Bajos. 
El sitio web tiene más de 28,889,846 listados en 137,971 destinos en 229 países y territorios en todo el mundo. Cada día más de 1,550,000 habitaciones están reservadas en el sitio web. El sitio está disponible en 43 lenguas. Su eslogan en anuncios  es "Booking.com: Booking.yeah".

## Historia
Booking.com se formó cuando bookings.nl, fundada en 1996 por Geert-Jan Bruinsma, se fusionó en 2000 con Bookings Online, fundada por Sicco y Alec Behrens, Marijn Muyser y Bas Lemmens, que operaba como Bookings.org. El nombre y la URL se cambiaron a Booking.com y Stef Noorden fue designado como su CEO. En 1997, Bruinsma quería publicar un anuncio en De Telegraaf, el periódico holandés de mayor circulación. El anuncio fue rechazado porque De Telegraaf solo aceptaba anuncios con el número de teléfono, no con un sitio web. En 2002, Expedia se negó a comprar reservas.nl.
En julio de 2005, la empresa fue adquirida por Booking Holdings (o Priceline Group, como se le nombró en ese momento) por USD133 millones, y luego colaboró con ActiveHotels.com, una compañía europea de reservas de hoteles en línea, comprada por Booking Holdings / Priceline Por USD161 millones.
En 2006, Active Hotels Limited cambió oficialmente su nombre a Booking.com Limited. La integración ayudó exitosamente a su matriz a mejorar su posición financiera de una pérdida de US $ 19 millones en 2002 a US $ 1.1 mil millones en 2011. Esta adquisición fue elogiada por algunas redes sociales como "la mejor adquisición en la historia de Internet", ya que ninguna otra adquisición en El mercado de viajes digital había demostrado ser tan rentable.
Darren Huston fue nombrado Director Ejecutivo de Booking.com en septiembre de 2011 por su empresa matriz, y también se desempeñó como Presidente y Director Ejecutivo de Booking Holdings desde el 1 de enero de 2014 hasta su renuncia el 28 de abril de 2016 después de una relación laboral. revelado. Huston fue el exejecutivo de Microsoft Corporation, la compañía de software más grande del mundo en 2003. Más tarde, se desempeñó como Presidente y Director Ejecutivo, Microsoft Japón desde 2005 y Vicepresidente Corporativo, Consumidor y Online de Microsoft Corporation desde 2008.
Gillian Tans es actualmente la directora ejecutiva de Booking.com, desde 2016.

## Asuntos corporativos

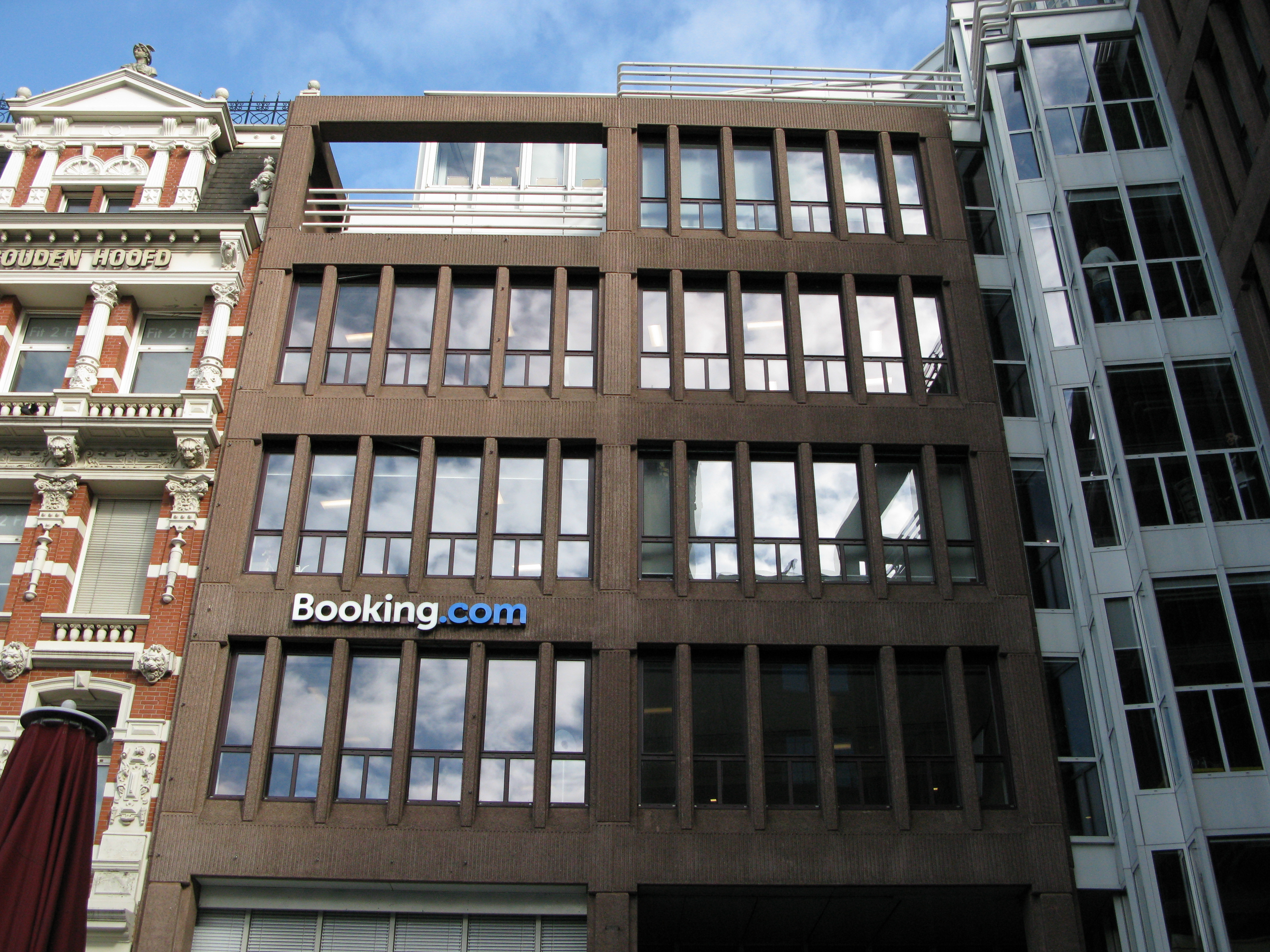
Una de las oficinas satélite de Booking.com en Ámsterdam

### Marketing

#### Sociedades y acuerdos
En agosto de 2012, Ctrip, una compañía china de viajes en línea, formó una sociedad con la compañía para permitir que Ctrip acceda a la cartera global de Booking.com. La asociación se profundizó en junio de 2018.
En febrero de 2013, Panorama Group, la compañía de viajes y turismo más grande de Indonesia, formó una asociación estratégica con Booking.com para acceder a la cartera de hoteles de Booking.com
En 2014, Sprylogics International Corporation, que ofrece soluciones móviles locales para consumidores y aplicaciones móviles, firmó un acuerdo con Booking.com para que la aplicación Poynt y el SDK habilitado para Poynt de Sprylogics puedan utilizar los extensos datos de hoteles de Booking.

#### Publicidad
Booking.com y sus compañías hermanas fueron las principales gastadoras en la categoría de viajes y turismo para Google Adwords en 2016, con un gasto de $ 3.5 mil millones
En enero de 2013, se lanzó en línea la primera campaña de la marca de Booking.com, ‘Booking.yeah’, que se emitió en estaciones de televisión, en salas de cine y en cadenas de televisión, para el mercado estadounidense con la agencia de publicidad Wieden + Kennedy Ámsterdam. En septiembre de 2013, Australia se convirtió en el segundo mercado en ver la campaña. En enero de 2014, la compañía lanzó una campaña publicitaria en Canadá, en febrero de 2014 lanzó una campaña publicitaria en el Reino Unido y, en julio de 2014, lanzó una campaña publicitaria en Alemania.

### Operación

#### Desarrollo de aplicaciones
En noviembre de 2010, la compañía lanzó una aplicación móvil de hotel y alojamiento para el iPad.
En febrero de 2011, la compañía lanzó su aplicación móvil en Android.
En abril de 2012, la compañía lanzó la primera aplicación global de hoteles de última hora, "booking.com Tonight", diseñada para iPhone y iPod Touch.
En octubre de 2012, la compañía lanzó su primera aplicación para Microsoft Windows, utilizando Windows 8.
En octubre de 2012, la compañía actualizó la versión de la aplicación de iPhone con una función nueva, Passbook.
En diciembre de 2012, la compañía lanzó su aplicación Kindle Fire, que se puede descargar en todas las tiendas de Amazon, incluidas las de EE. UU, Alemania, España, Francia, Italia y Japón.
En julio de 2015, la compañía lanzó una aplicación móvil Android mejorada.
Respecto al desarrollo de la aplicación,Booking.com también busca profesionalizar la gestión de alquileres turísticos, esto con el fin de mejorar el servicio y la experiencia de sus colaboradores. Esta nueva forma de gestión se realizó con nuevas herramientas que presentó la plataforma, con el propósito de mejorar su negocio, ya que los alojamientos podrán realizar cambios globales, optimizar tiempos de gestión y mejorar la experiencia de los clientes que utilizan la aplicación.De esta los colaboradores de la plataforma,tendrán un mayor control en la gestión de sus alojamientos.

## Modelo de Negocio
El modelo de Negocios de Booking.com se basa en un sistema en que el cliente hace la reserva del alojamiento u hotel, y paga una vez llegado al establecimiento, este luego se pone en contacto con la plataforma para arreglar cuentas en base al 15% de la comisión.  Booking opera por lo tanto como un IDS (Sistema de distribución de internet) y no como una OTA (Agencia de viaje en línea).  Por lo tanto funciona como un portal web de viajes que genera una conexión inmediata de los consumidores con los sitios de viajes. Es un conjunto de redes que permite a distintos hoteles y alojamientos ofrecer su oferta en tiempo real en internet.

### Sociedad red
El modelo de negocio anteriormente nombrado, se apega al paradigma del informacionalismo y sociedad red, en la cual opera una lógica sobre la base de una evolución social. La organización social actual, se basa en una estructura dotada de redes de información impulsada por las tecnologías propias de la era del informacionalismo. La estructura social se da de tal forma, que las relaciones de producción, consumo,  experiencia y poder disponen de cierta organización de los individuos. La economía de la era de la información a su vez es global, en ella circula el capital,  grandes datos de información comercial, ofreciendo una alta competencia a nivel mundial.
La interacción cultural que se genera en cuanto a las personas y los medios tecnológicos, tales como aplicaciones, dan cuenta del fenómeno sociotecnico en donde se genera una interacción integral de las personas y los medios que utilizan para modificar el ambiente, o en este caso sistemas técnicos que definen de que manera realizar las labores sociales requeridas.

## Alianzas de Booking.com

### CaixaBank
Booking y Caixabank el banco español con sede operativo en España, se alían para que los clientes tengan un ahorro en sus reservas de viajes.Los clientes de CaixaBank, se podrían ahorrar un 4% en el precio total de la reserva en todos los alojamientos que ofrece la plataforma Booking.com. Esto basado con acuerdos con Partners para aportar servicios y productos con valor añadido a sus clientes.
De este modo, CaixaBank se ha convertido en la primera entidad financiera en España que integra dentro de su plataforma una experiencia de reserva de alojamiento para sus clientes, teniendo un valor agregado que es el devolverles el 4% del importe total de reserva.
Respecto a esto, la alianza tiene el propósito de desarrollar soluciones en plazos más reducidos y con especialistas en su respectivas industrias. Además mejoraría la experiencia de los usuarios, y aumentaría la calidad de desarrollo que se adapten a las necesidades cambiantes de los clientes.

### Grab
La compañía ha generado una inversión de 200 millones de dólares en Grab, líderes en el sudeste asiático en servicios de transporte, logística y movilidad compartida.Con esto Booking se une a uber en el capital de Grab, de esta forma el meta buscador de viajes podrá ofrecer servicios de transporte impulsados por Grab,mientras que los clientes de la plataforma podrán reservar alojamientos en todo el mundo ofrecidos por Booking.
De esta manera Grab podrá ofrecer a sus clientes más servicios diarios para elegir cuando abran su aplicación.

## Booking.com en Chile
Las primeras noticias en las que se nombra a Booking en Chile datan desde el año 2013, sin embargo no existe una fecha exacta del comienzo de la utilización de la plataforma en el país.

### Tributación de plataformas de alojamiento
En Chile, las empresas de intermediación como Booking.com deben pagar impuestos por las rentas generadas cuando tienen una sucursal permanente en el país. En este caso, la empresa opera sin oficinas en Chile, debido a la capacidad tecnológica del servicio ofrecido por la plataforma. 
El sistema de tramitación tributaria, se da de tal forma que pagan muy pocos impuestos o no pagan.

### Corte de Apelaciones y Corte Suprema
El primer fallo de la Corte de Apelaciones acerca del reglamento de copropiedad, es que se prohíbe el usos de los apartamentos como hotel o apart hotel, y no se está limitando el derecho de propiedad, debido a que se vive en comunidad. Mientras que el fallo de la Corte Suprema, apela a que los departamentos son de uso habitacional, y por lo tanto no se puede obtener un provecho comercial.

### Controversias con regulación de servicio
La Federación de empresas de turismo en Chile (Fedetur), ha solicitado en el año 2018 que se genere una fiscalización rigurosa en cuanto a los servicios de alojamiento que se gestionan a través de aplicaciones o sitios web, con el objetivo de dar una respuesta equitativa frente a la oferta formal de servicios, y que se genere una competencia igualitaria. Debido a que quienes operan este servicio de manera formal, tienen que rendir una serie de requisitos y pagar impuestos.
Al servicio Nacional de Turismo (Sernatur) llegan peticiones de regulación para estos servicios de hotelería informal. Colin Turner, Presidente de hoteleros Chile, argumenta basándose en la imagen proyectada desde el punto de vista turístico, como condiciones sanitarias, la calidad, sustentabilidad y seguridad, aspectos básicos en el mercado hotelero.

#### Cierre de Hoteles en Iquique
El 12 de junio de 2018, se anunciaron cierres de los alojamientos Pan de Azúcar y Gianni, debido a la baja cantidad de arribo de pasajeros y la ascendente oferta de arriendos por un día, proporcionado por aplicaciones de oferta informal de alojamientos.

#### Demanda por arriendos de un día
El segundo Juzgado de Policía Local de Santiago decidió que no es posible arrendar departamentos por un día, debido a la característica de edificios habitacionales y no comerciales. La administración del edificio emitió multas por mercantilizar una vivienda informalmente por Booking.com. Esto ocurrió en la Región Metropolitana, en la comunidad de  Edificio Cochrane Plaza II. La demanda surgió desde Inversiones Los Bosques y un inversionista privado, en diciembre de 2017. Al ser departamentos de uso habitacional y no comercial, la multa a aplicar fue de 10 UF.

## Controversia y crítica

### Quejas por clientes
El perfil de Better Business Bureau (BBB) de Booking.com enumera 657 quejas de clientes y 17 críticas negativas, en su mayoría citando un servicio deficiente, así como problemas de publicidad y facturación. Muchas de las quejas son en realidad con respecto a la propiedad que el huésped ha reservado, y Booking.com media una resolución entre los dos.
Por otra parte en https://es.trustpilot.com/review/www.booking.com se aprecia una calificación de 2.3 sobre 5, con quejas de los usuarios relacionadas con pagos no reembolsados por Booking.com y la falta de respuesta a las solicitudes de los usuarios, lo cual genera desconfianza en el uso de esta plataforma.

### Denuncias anticompetitivas por parte de la OFT
En septiembre de 2012, la autoridad de competencia del Reino Unido, la Oficina de Comercio Justo (OFT), emitió una declaración de objeciones contra Booking.com, Expedia y IHG Army Hotels. La OFT alegó que Booking.com y Expedia habían celebrado acuerdos por separado con IHG, lo que restringía la capacidad del agente de viajes en línea para descontar el precio de la habitación solo en un hotel. Booking.com, Expedia e IHG propusieron a la OFT cambiar sus restricciones. La OFT aceptó la propuesta, pero luego fue rechazada por una autoridad superior en un tribunal.

### Investigación de hoteles ucranianos
En marzo de 2014, Booking.com envió una solicitud a los hoteles de Ucrania y Crimea para aclarar si tenían conexiones con Viktor Yanukovych y otros 17 ucranianos a quienes la Unión Europea había impuesto sanciones. La empresa tiene prohibido realizar negocios con personas sancionadas.

### Filtraciones de datos de clientes
En noviembre de 2014, se reveló que se filtraron los detalles de clientes en el sitio web. Booking.com dijo que estaba contrarrestando a los estafadores y reembolsando a clientes del Reino Unido, Estados Unidos, Francia, Italia, los Emiratos Árabes Unidos y Portugal, todos los cuales habían sido afectados. Desde el fraude, Booking.com ha realizado cambios para que solo se pueda acceder a los datos desde una computadora conectada al servidor del hotel.
El sitio web era otra vez apuntado por hackers en junio de 2018.

### Denuncias de secuestro de marca por hotelero alemán
En febrero de 2015, una carta abierta publicada por el hotelero alemán Marco Nussbaum, cofundador y director general de la marca de hoteles de diseño económico "Prizeotel", fue muy crítico con la actividad de "secuestro de marca" de Booking.com. Su carta describía los detalles relacionados con el uso de Google Adwords en Booking.com y sobre cómo estaba dañando su negocio. La carta fue discutida en medios especializados y llevó a un debate sobre las dificultades y desafíos actuales para la distribución en línea dentro de la industria hotelera.

### Prohibiciones de ofrecer tarifas más bajas
En abril de 2015, las autoridades de competencia francesas, suecas e italianas aceptaron una propuesta de Booking.com para eliminar su cláusula de "paridad de tarifas" y así permitir que las agencias de viajes de la competencia ofrezcan precios de hotel más bajos que Booking.com. Booking.com acordó además extender y aplicar su propuesta en todos los estados de la UE. A los hoteles todavía se les impide descontar los precios directamente en sus propios sitios web.

### Alegaciones de dominio del mercado
En abril de 2015, la Unión Europea advirtió que Booking.com es una de varias empresas de Internet que pueden haber alcanzado el dominio del mercado más allá del punto de no retorno.

### Vulneraciones de ley de competición turca
En marzo de 2017, un tribunal turco detuvo las actividades de Booking.com debido a una violación de la ley de competencia turca. Booking.com detuvo la venta de habitaciones en Turquía a usuarios turcos, obedeciendo la orden de bloqueo del sitio web, sin embargo, este y la aplicación pueden ser utilizados desde países extranjeros para realizar reservas de hoteles en Turquía.

### Consideración por Rusia de bloqueador el sitio
En mayo de 2018, Rusia consideró la prohibición de Booking.com como una de las muchas medidas para contrarrestar las sanciones de Estados Unidos a Rusia.

### Booking amenaza con subir precios
Booking con otras multinacionales europeas expresaron en una carta su postura ante el impuesto de servicios digitales, esto en respuesta ya que "esto dificultaría a las nuevas empresas para crecer a escala.Con esto los precios a los consumidores podrían subir".

### Booking extorsiona a hoteleros de Cancún
El presidente de la Asociación de Hoteles de Cancún, Puerto Morelos e Isla Mujeres, Roberto Cintrón, dio a conocer a través de un video en Facebook, que la plataforma Booking.com tiene la pretensión de obligar a los hoteles y prestadores de servicio turísticos, a pagarles comisiones de todos los gastos adicionales que los clientes realicen dentro de los hoteles, un acto al que llamó extorsión e invitó al gremio hotelero del país a no ceder.

### Multa histórica por abuso de posición de dominio
En julio de 2024, la Comisión Nacional de los Mercados y la Competencia (CNMC) de España multó a Booking.com con 413 millones de euros por prácticas abusivas hacia los hoteles españoles y restricciones a la competencia. Según la CNMC, Booking.com imponía a los hoteles una cláusula que les impedía ofrecer precios más bajos en sus propias webs, mientras que la plataforma se reservaba el derecho de bajar los precios unilateralmente. Además, Booking.com utilizaba algoritmos que priorizaban la clasificación de los hoteles en función de las ventas generadas a través de su plataforma, incentivando a los hoteles a depender de ella, en detrimento de otras agencias de viajes competidoras.
Los hoteles no podían llevar estos casos a tribunales españoles, ya que los contratos estaban sujetos a la legislación neerlandesa, generando costes adicionales y desigualdades procesales para los afectados.

### Destinia demanda a Booking por uso indebido de su marca
En agosto de 2024, Ricardo Fernández, CEO de Destinia, declaró al medio Expansión
 que la empresa levantó actas notariales en 20 países donde Booking supuestamente estaba llevando a cabo prácticas "absolutamente intolerables". Fernández acusó a Booking de engañar a los consumidores, haciéndoles creer erróneamente que adquirían productos o servicios de Destinia o de una empresa del mismo grupo.
El directivo estimó que estas prácticas podrían haber desviado hasta un 20% del tráfico directo de Destinia, lo que representó un grave perjuicio para la agencia de viajes en línea española.

### El TJUE puso fin a las cláusulas de paridad de precios de Booking.com
En septiembre de 2024, el Tribunal de Justicia de la Unión Europea (TJUE) limitó el uso de ciertas cláusulas impuestas por Booking.com a los hoteles, específicamente aquellas que exigían mantener los mismos precios en todas las plataformas. Estas cláusulas de paridad impedían que los hoteles ofrecieran tarifas más bajas en sus propios sitios web o en otras plataformas, lo que favorecía a Booking.com. El TJUE determinó que estas restricciones limitaban la competencia y perjudicaban a los consumidores al evitar descuentos potenciales. El fallo representó una victoria para los hoteleros, ya que les permitió tener mayor libertad para fijar sus precios y ofrecer mejores ofertas directamente o a través de competidores. La decisión promovió un mercado más competitivo y favoreció a los consumidores al fomentar variaciones de precios. 